# Psychotria trichocarpa
Psychotria trichocarpa är en måreväxtart som beskrevs av Theodoric Valeton. Psychotria trichocarpa ingår i släktet Psychotria och familjen måreväxter. Inga underarter finns listade i Catalogue of Life.